# Deus de Milagres (álbum de Santa Geração)
Deus de Milagres é um álbum ao vivo do grupo Santa Geração, de Antônio Cirilo. Lançado em um combo CD+DVD, o projeto reúne um disco de inéditas juntamente a um DVD com performance ao vivo gravado em setembro de 2006 e com regravações dos discos anteriores da banda.

## Faixas
DVD
1. "Introdução"
2. "Enche Este Lugar"
3. "Eu Sou do Meu Amado"
4. "Vem dançar comigo"
5. "Eu quero, preciso te ver"
6. "Tu és adorado"
7. "Deus de milagres"
8. "Isaías 6.3"
9. "Jeremias 31.13 (espontâneo)"
10. "Mensagem – Os três pilares do Evangelho"
11. "Extras"

CD
1. "Enche este lugar"
2. "Eu quero, preciso te ver"
3. "Deus de milagres"
4. "Isaías 6.3"
5. "Vem dançar comigo"
6. "Mensagem – Uma nova estação de frutos"